# Сінт-Панкрас
Сінт-Панкрас (нід. Sint Pancras) — село в нідерландській провінції Північна Голландія. Входить до муніципалітету Дейк-ен-Вард.
Його площа становить 3,08 км², а населення станом на 2021 рік складало 6 000 осіб.
Перша згадка про населений пункт датується 1433 роком.
До 1990 року мало статус окремого муніципалітету.

## Галерея

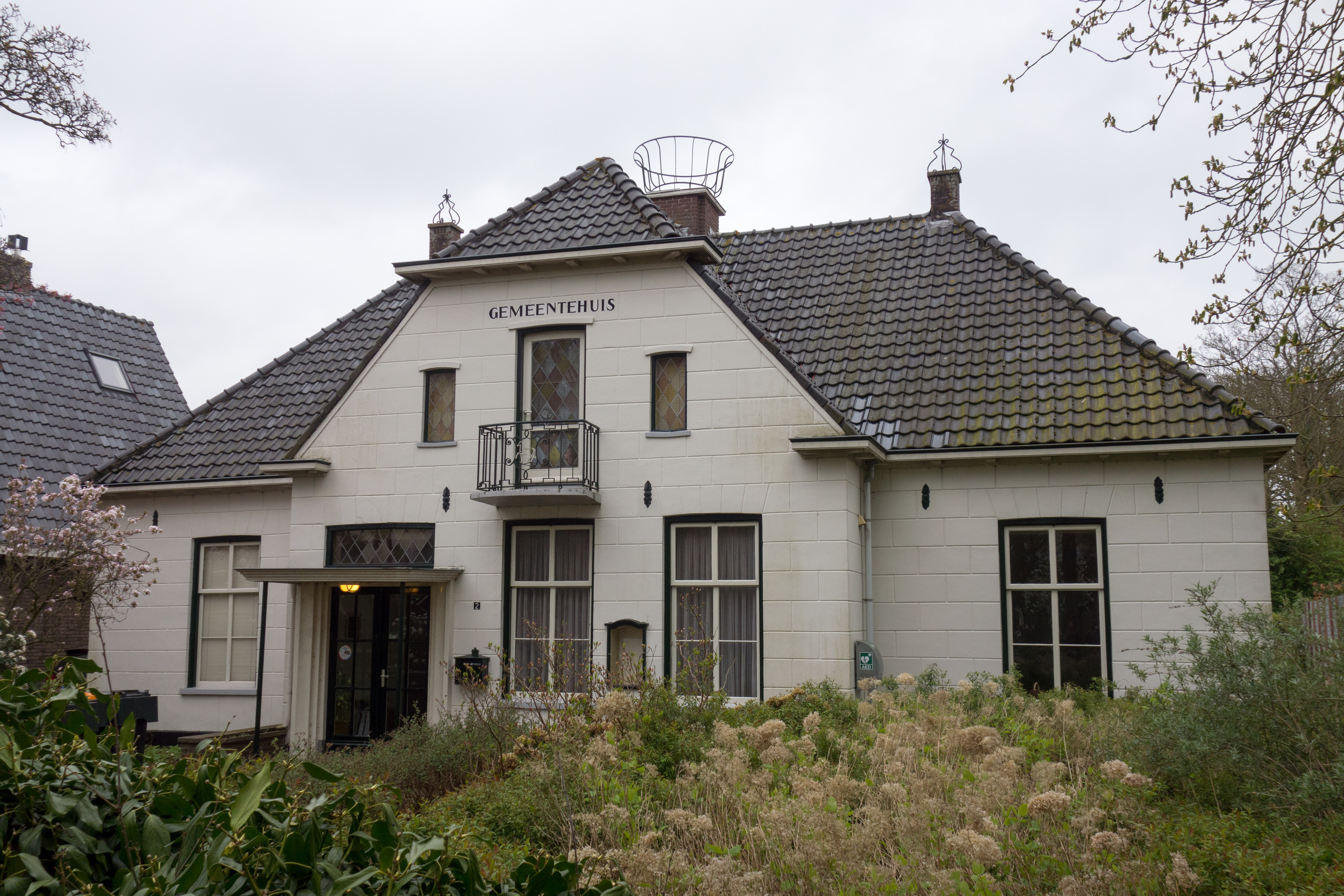
Будівля колишньої мерії
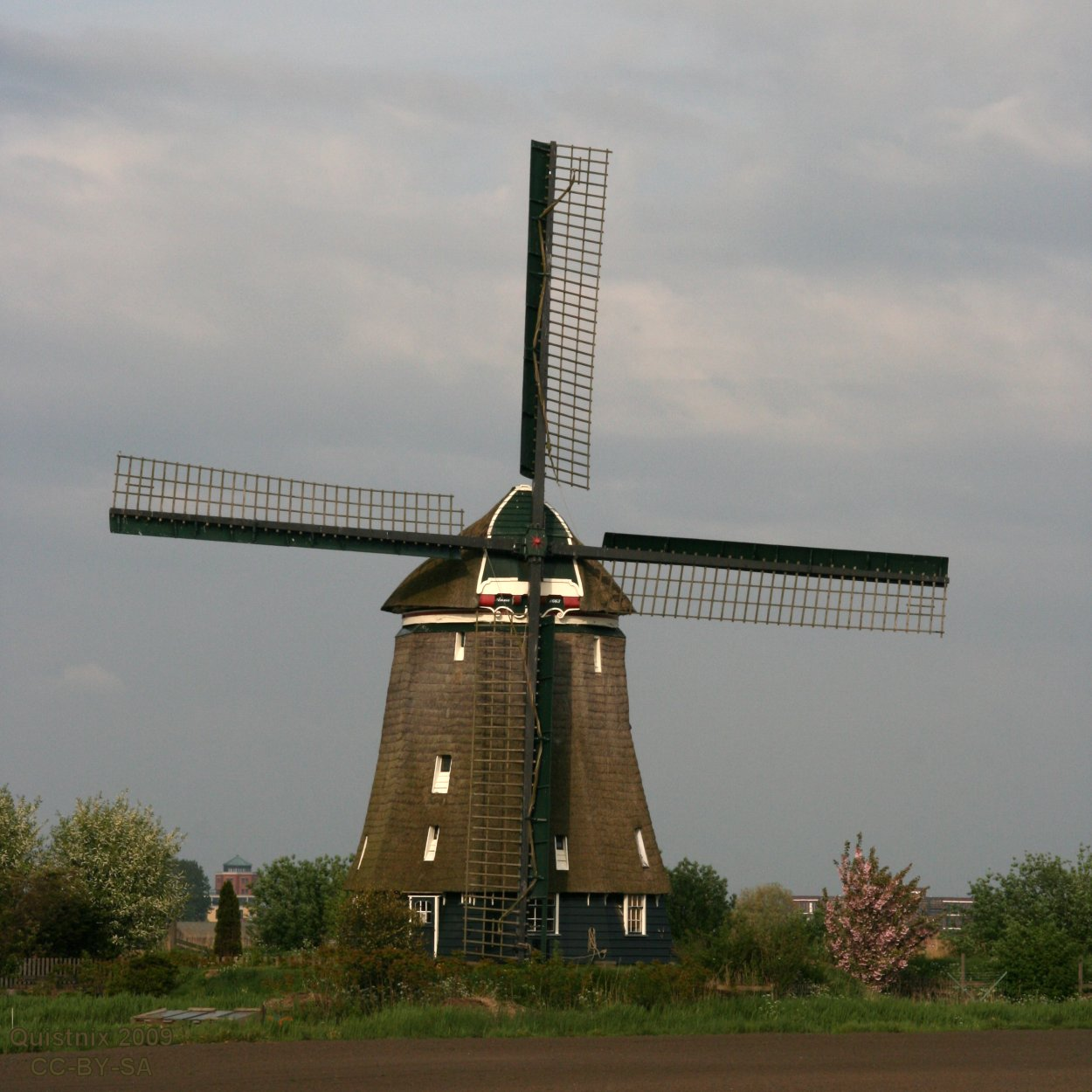
Вітряк у селі